# Кривовский
Кривовский — хутор в Урюпинском районе Волгоградской области России; входит в состав Добринского сельского поселения.

## География
На хуторе имеются три улицы — Дачная, Зеленая и Цветочная.
Находится в речной долине р.Хопёр.

## История
Во время образования в 1928 году Урюпинского района, вместе с хуторами Ржавский и Черемуховск входил в Ржавский сельсовет.

## Население
| 2010 |
| ---- |
| 4    |

Население хутора в 2002 году составляло 10 человек.